# Pier Paolo Jacometti
Pier Paolo Jacometti (Recanati, ... – Recanati, 1658) è stato uno scultore e fonditore italiano.

## Biografia
Nato a Recanati e nipote dello scultore e fonditore Antonio Calcagni, svolge un primo tirocinio come pittore con il Pomarancio. Lavorò poi come scultore con il fratello, Tarquinio Jacometti con cui realizza la Fontana dei Galli (1614 - 1616) e la Fontana Maggiore (1619 - 1620), entrambe a Loreto. Lavorano poi per Faenza, Macerata, Recanati, Osimo e Ascoli Piceno. La sua morte nel 1658 pone fine al secolo della scuola bronzea marchigiana.

## Opere
- Ultima Cena (attribuita), Pinacoteca civica Corrado Pellini, Montelupone
- Medaglione ritratto del Cardinal Gallo, (1613)
- Fontana dei Galli, (1614 - 1616) Loreto
- 'decorazioni per la Fontana Maggiore, (1619 - 1620) Piazza della Madonna, Loreto
- Bronzi per la fontana di Piazza Maggiore (1619 - 1620), Faenza
- Bronzi del Fonte Battesimale, (1623) Cattedrale di San Flaviano, Recanati
- Busto del Cardinale Pio di Savoia (1623), Recanati
- Busto del Cardinale Pio di Savoia (1623), Macerata
- Fonte Battesimale  (1629) Battistero, Osimo
- Monumento Commemorativo di Vincenzo Cataldi  (1630) Chiesa di San Francesco, Ascoli Piceno
- Bassorilievo Votivo in onore della Madonna di Loreto, Torre civica, Recanati
- Battistero della Cattedrale di san Massimo, (1655) Penne,  distrutto nel restauro post bombardamento 1944.